# Морозюк Софія Юріївна
Софія Юріївна Морозюк (Соня Морозюк; нар. 22 серпня 1998, м. Харків, Україна) — українська художниця, ютуб-блогерка.
У грудні 2023 року стала відома завдяки корупційному скандалу часів великої війни — «справою Гринкевичів», де фігурантом був її майбутній свекор, львівський підприємець Ігор Гринкевич.

## Життєпис
Народилася 22 серпня 1998 року у місті Харків. Батько — Юрій Морозюк, дизайнер інтер'єрів, викладач дизайну на кафедрі дизайну та інтер'єру у ХНУ ім. Володимира Бекетова. Мати — Ліліанна Семенюта.
У віці шести років її малюнки почали відправляти на конкурси — була дипломантом кількох всеукраїнських та міжнародних дитячих художніх конкурсів. Після закінчення підготовчого відділення, навчалася у ліцеї мистецтв № 133, клас викладача М. А. Руденко (2004—2013). Перевагу надавала живопису. 
Після 9-го класу вступила на бюджет до Харківського державного художнього училища, на відділення «Живопис» (2013—2015), згодом — до Харківської державної академії дизайну та мистецтв на факультет промисловий дизайн (2015—2019). Проєктом «Дизайн водного транспортного засобу» захистила диплом бакалавра за спеціалізацією «Промисловий дизайн» (2019).
З 2018-го Морозюк живе та працює в Києві. Керувала художньою галереєю «AMD design club» (2018—2021), була головою благодійного фонду «AMD HELP» (2019—2021). З 2021-го — вільний художник — виконує приватні замовлення з дизайну та живопису картин. Називає себе «художницею сенсів». Стверджує, що її картини — це стан душі, рефлексія на навколишній світ. Брала участь у виставках, аукціонах, благодійних заходах відомих людей (Алла Добкіна, Олена Ющенко).
2019 року пройшли дві персональні виставки Морозюк: у готелі «Riviera» та галереї «AMD design club». Стала учасницею артпроєкту «5 художників — 5 поглядів на любов до себе» від компанії «Альфа Страхування». З 2022-го картини художниці з'явились на рекламних білбордах. У серпні 2022-го в Одесі відкрилася її персональна виставка. Відбулася співпраця із «Приватбанком», «Сільпо», українським брендом «Blast Out», співачкою Наталією Могилевською, волонтером Сергієм Притулою, керівником департаменту «Big Brave Events» Володимиром Завадюком (розфарбувала його автівку своїм фірмовим написом «я тебе кохаyou» та «Києве мій»). Пропозиція спільного проєкту від «Укрпошти» містила фразу: «Може, ми й не до кінця розуміємо вашу творчість, але хочемо бути на одній „хвилі“ з молоддю!». У серпні 2023-го наживо розмалювала колони та інсталяцію «I Love Kyiv», яка розташована поряд із торгово-розважальним центром «Gulliver».
Протягом 2023 року створила два стінописи у Києві. Робота «Що крутіше, ніж сім'я у 44 млн?» стала наслідком придбання на благодійному аукціоні під час Київського міжнародного економічного форуму картини Морозюк підприємцем з Дніпра Сергієм Дулєповим (листопад 2022 року). Вона стала основою для стінопису, який реалізувала агенція «Charity Hub» на вул. Мечникова. Основна ідею роботи — «наша сила — в нашій єдності». Відкриття відбулося 4 березня. Стінопис отримав широке висвітлення в медіа, натомість й критику за несмак. Робота «Голос країни звучить у Європі» — результат співпраці авторки, проекту «Голос країни» (телеканал «1+1») та бренду «Shake Zero» («Нові продукти»), та присвячений початку європейського сезону «Голосу країни–13». Відкриття відбулося на Андріївському узвозі 18 вересня. Проте вже на початку 2024 року стінопис на Андріївському було знищено через суспільний резонанс у зв'язку зі «справою Гринкевичів».
Була заручена із Романом Гринкевичем — сином львівського підприємця Ігоря Гринкевича, який будучи одним із найбільших постачальників Міністерства оборони, був заарештований за спробу підкупити одного з керівників Головного слідчого управління ДБР. Після арешту свого майбутнього свекра Морозюк заявила, що нічого не знала про джерела прибутку свого нареченого та його родини.
20 грудня 2023 року у стінах Інституті проблем сучасного мистецтва відкрилася персональна виставка картин під назвою «Мазня». Показ виставки було призупинено за тиждень «у зв'язку зі значною кількістю суперечливих реакцій, що вийшли за межі мистецтвознавчої дискусії».
Під час колаборацій із відомими компаніями та брендами, виставок та арт-перфомансів збирає гроші для ЗСУ. Станом на січень 2024 року Морозюк заявила про зібрану суму у 325 тис. грн на біонічні протези до фонду «Незломлені» разом із рестораном «Бао», куплений автомобіль разом із українськими дизайнерами з «NIESHE Concept». Відомі проєкти колаборації художниці із фондом «United24» та Благодійним фондом Сергія Притули, інтернет-магазином медичного одягу «InWhite», українським брендом «Gelius.UA» для фонду Маші Єфросініної та інші. Деякі компанії, через скандал, співпрацю припинили (магазин брендового одягу та взуття «Symbol»). У підсумках 2023 року Соня Морозюк у своєму інстаграмі навела суму зборів у 241 688 грн, які були направлені на ремонт трофейної техніки.
Перше розлоге інтерв'ю після корупційного скандалу Соня Морозюк провела «В гостях у Дмитра Гордона». Згодом виставила на продаж понад 30 своїх нових робіт.

## Творчість
Соня Морозюк називає себе «художницею сенсів». Її живопис створено у відповідності до останніх тенденцій в українському постмодернізмі, при цьому картини викликають стійкі аналогії із вуличними графіті та написами на стінах будинків. У відповідь на подібні оцінки, у грудні 2023 року Соня відкрила у музеї Інституту проблем сучасного мистецтва Національної академії мистецтв України виставку під іронічною назвою «Мазня». «Кожен зможе сказати: — „я бачив мазню Морозюк!“. І ніякого хейту, бо це ж чиста правда!» — коментувала художниця власну концепцію.
Фірмовим стилем Морозюк є написи на яскравому тлі («Виходь за рамки», «Пішли цілуватися у тамбур», «Мої почуття гучніше бомб»). Позиціонується як «Художниця сенсів». Основна тема творчості — кохання.

### Мова картин
Відповідно до її сторінки в Instagram, вона вперше опублікувала свою картину на широкий загал грудні 2019 року. Її роботи були різними за своєю подачею: поряд з малюнками котів, оголених тіл та метафоричних істот були й «фірмові» полотна з «філософськими текстами» російською мовою.  Морозюк пояснювала це тим, у численних інтервʼю, що родом вона з Харкова, й,  за її словами, українською там ніхто майже не говорить. Після початку повномасштабного російського вторгнення в Україну Морозюк продовжувала розміщувати на полотнах цитати російською, вже на жовто-блакитному тлі. Перша «україномовна» картина була оприлюднена 15 березня 2022 року.

### Дизайн проекти
- 2022, травень — розробка дизайну листківок для «Укрпошти»[24]
- 2022, травень — дизайн скіну для банківських карток «ПриватБанку»
- 2022, червень — розробка етикетки для води «VODA.UA» (ТОВ «АТ Маркет»)[25]
- 2022, вересень — дизайн та художнє оформлення шоперів для мережі супермаркетів «Сільпо»[26]
- 2022, вересень — Розробка дизайну пакування для шоколаду «Healthy Choice» — три шоколадних плитки, з трьома картинами Морозюк на пакуванні: «MOOD: ПЕРЕМОГА», «Життя триває» та «Відсвяткую перемогу шокодадкою на березі Чорного моря»[27]
- 2022, грудень — дизайнерське рішення та художнє оформлення вітрин магазинів «Gucci», «Burberry», «Helen Marlen» (м. Київ)
- 2022, грудень — колаборація з брендом верхнього одягу «Nebesite» — розробка принту для тканини[28]
- 2023, січень — розробка дизайну пакування для кави «Foundation Coffee Roasters»
- 2023, лютий — оформлення та декорування екстер'єру ЦУМа (м. Київ)
- 2023, лютий — дизайн та художнє оформлення квіткового бутику «Кловський сад» (м. Київ)
- 2023, березень — розробка дизайну одноразових стаканчиків для мережи АЗС «U.GO»[29]
- 2023, березень — розробка дизайну розпису сумок «Lona Prist»[30]
- 2023, квітень — художнє оформлення та поліграфічний дизайн книги «Книга Love 2.0. Любов і війна. Поезії» (видавництво «Книголав»)[31]
- 2023, травень — художнє оформлення вітрини ювелірного магазину «Sova» (м. Харків)
- 2023, травень — розробка дизайну принту для бренду взуття «Emmelie Delage»[32]
- 2023, червень — дизайн декорацій для зйомок проекту «Голос Країни» (телеканал «1+1»)
- 2023, червень — колаборація з брендом «One By One» — розробка колекції принтів для одягу[33]
- 2023, серпень — Розробка дизайну форми для чоловічої олімпійської збірної України на Чемпіонат світу зі спортивної гімнастики 2023 (м. Антверпен, Бельгія)[34][35]
- 2023, серпень — дизайн та художнє оформлення фасаду ТРЦ «Гулівер» (м. Київ)[36]
- 2023, липень — дизайн айдентики для мережі бутиків «Symbol»[37]
- 2023, жовтень — Мерч для благодійного фонду Сергія Притули — футболки з написом «Цей день настав», яка асоціюється із Сергієм Притулою[38][39]
- 2023, листопад — колаборація із українським ювелірним домом «Kimberli» — колекція ювелірних прикрас «KOXAYOU»[40][41]
- Етикетка ігристого вина «Одеського винного заводу»[24]

### Персональні виставки
- 2020, вересень — «Art» (Hotel Reviera, м. Київ)
- 2021, 17 серпня — «Кохання сильна сила» (М1, Одеса)
- 2021, серпень — «Кохай» («Queen Country Club» м. Київ)
- 2022, 12 серпня — «Воля» (Bank Hotel, м. Львів)
- 2022, 28 серпня — «Віра» (М1, Одеса)
- 2022, 24 вересня — «Нарешті» (Normal, Київ)
- 2022, 9 жовтня — «OPEN» (BKS, Київ)
- 2023, 16 березня — «Весна переможного року» (Закарпатський обласний художній музей імені Йосипа Бокшая, м. Ужгород)[42][24]
- 2023, 4 квітня — «Blossom» (м. Талін, Естонія)
- 2023, 4 червня — «Осмислення» (PM Gallary, м. Львів)[43]
- 2023, 23 червня — виставка у Національній опері України (м. Київ) під час вистави «5 танго» (спільний проєкт із примою Національної опери України, послом дитячого благодійного фонду «Good Do Nations» Христиною Шишпор)[44]
- 2023, 28 липня — «Mood: Перемога» (Культурний центр «UNION», м. Одеса)
- 2023, 30 листопада — «Agro» (Мистецький арсенал, м. Київ)
- 2023, 21 грудня — «Мазня» (Музей Інституту проблем сучасного мистецтва Національної академії мистецтв України, м. Київ)[7]

### Стінописи
- 2023, 4 березня — «Що крутіше, ніж сім'я у 44 млн?» (вул. Мечникова 26, м. Київ) — агенція «Charity Hub», меценат — Сергій Дулєпов (підприємець з Дніпра)[45]
- 2023, 18 вересня — «Голос країни звучить у Європі» (Андріївський узвіз, м. Київ) — за підтримкою телеканалу «1+1», проекту «Голос країни» та бренду «Shake Zero»[46] — стінопис замальовано у січні 2024-го[47]

### Колективні проєкти
- 2023, вересень — «Ukraine War Art» («Schack Art Center», м. Вашингтон, США)
- 2023, вересень — постійна експозиція (GGalerry, м. Нью-Йорк, США)
- 2023, листопад — постійна експозиція («SHELEST», м. Київ)

### Аукціони
- 2022, листопад — Київський міжнародний економічний форум (КМЕФ) (м. Київ)[45]
- 2022, листопад — «Дорога Миру» (м. Прага, Чехія)
- 2022, грудень — «It Fuck Up Night» («UNITCITY», м. Київ)[48]
- 2023, листопад — «Invest Weekend» (Буковель)[49]

## Критика
На думку куратора мистецьких проєктів Богдан-Олега Горобчука, стиль робіт Соні Морозюк спирається на візуальну мову вуличної культури (теги на картинах, абстрактне тло), й підкреслює намагання авторки легалізуватися в галерейному просторі, імітуючи при цьому творчість попередників (Сай Твомблі, Пауль Клее та інші). Серед закидів трапляються й звинувачення у плагіаті. Користувачі мережі знаходять подібності із полотнами американського художника Джеймсона Голдкроуна (JGoldCrown), перетини із роботами американських художниць Ембер Голдхамер та Луїзою Флетчер, вуличного митця з Санкт-Петербургу. У січні 2024 художниця Олена Крючкова заявила, що авторка виставки «Мазня» копіювала її картини 2018 року.
Під критику потрапив і майновий стан Соні Морозюк. За відомостіми, які потрапили до ЗМІ, протягом 2023 року вона придбала «Porsche Cayenne» 2015 року та нежитлове приміщення у центрі Києва на вулиці Саксаганського, площею 122 м2 за 4,6 млн грн. У січні 2024 Агентство з розшуку та менеджменту активів на запит ДБР віднайшло майно Ігоря Гринкевича, зокрема, дві квартири, оформлені на Морозюк. В заяві Соні значиться, що обидві квартири були придбані повністю чи частково за гроші батька ще до знайомства зі своїм нареченим.
Співведуча «Телебачення Торонто», «Ебаут» та засновниця «Дикого Театру» Ярослава Кравченко, в колонці про культуру кенселінгу в Україні, аналізуючи випадок із «справою Гринкевичів», відзначила, що скандал значною мірою надав публічності Соні Морозюк, та зробив її найлегшою ціллю, адже «Суспільство хоче розправи тут і зараз, це зрозуміло — у наших Збройних Сил вкрали мільярди, таке не можна терпіти. Що ми можемо зробити прямо зараз? Чи можу я зі свого телефону дістати Гринкевичів? Та у частини з них і соцмереж немає або ж їм просто як з гуся вода. Морозюк в цьому випадку дістати трохи легше, бо вона відкрито транслює своє життя та має певний ступінь популярності. І ми як люди, які хочуть відреагувати тут і зараз, хапаємо те, що ближче лежить і є доступнішим».

## Особисте життя
Батько — Юрій Морозюк, дизайнер інтер'єрів, викладач дизайну в харківському університеті та член Союзу дизайнерів України, мати — Ліліанна Семенюта. За даними Вадима Позднякова, матір художниці обурювалася процесами деколонізації у Харкові. Батьки мешкають у Харкові.
Була заручена з Романом Гринкевичем, сином львівського підприємця Ігоря Гринкевича, який був одним із найбільших постачальників Міністерства оборони, та був заарештований за спробу підкупити одного з керівників Головного слідчого управління ДБР. В середині січня 2024 р. розірвала заручини з Гринкевичем після корупційного скандалу. За словами журналіста Євгена Плінського «розкрутку» молодої художниці забезпечили гроші Романа Гринкевича. Після арешту свого майбутнього свекра Морозюк заявила, що нічого не знала про джерела прибутку свого нареченого та його родини.
У деяких своїх інтерв'ю та відео ділилася відвертими подробицями свого сексуального життя.
Протягом 2023 року Софія Морозюк придбала Porsche Cayenne, 2015 року та нежитлове приміщення в центрі Києва на вулиці Саксаганського, площею 122 кв. м. за 4,6 мільйони гривень.